# John Nunn (Schachspieler)
John Denis Martin Nunn (* 25. April 1955 in London) ist ein englischer Schachspieler und Schachtheoretiker.

## Turnierspieler

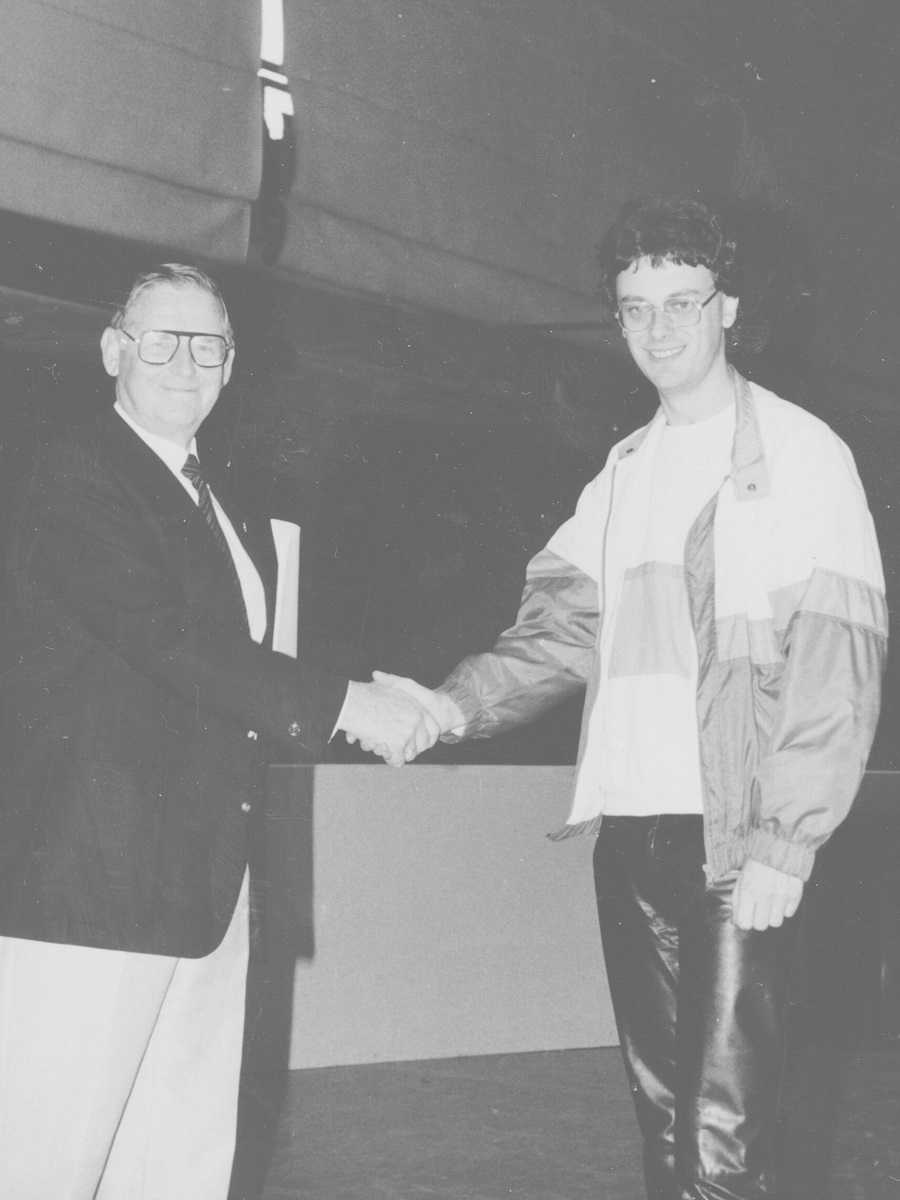
Helmut Nöttger und John Nunn, Siegerehrung 1986.

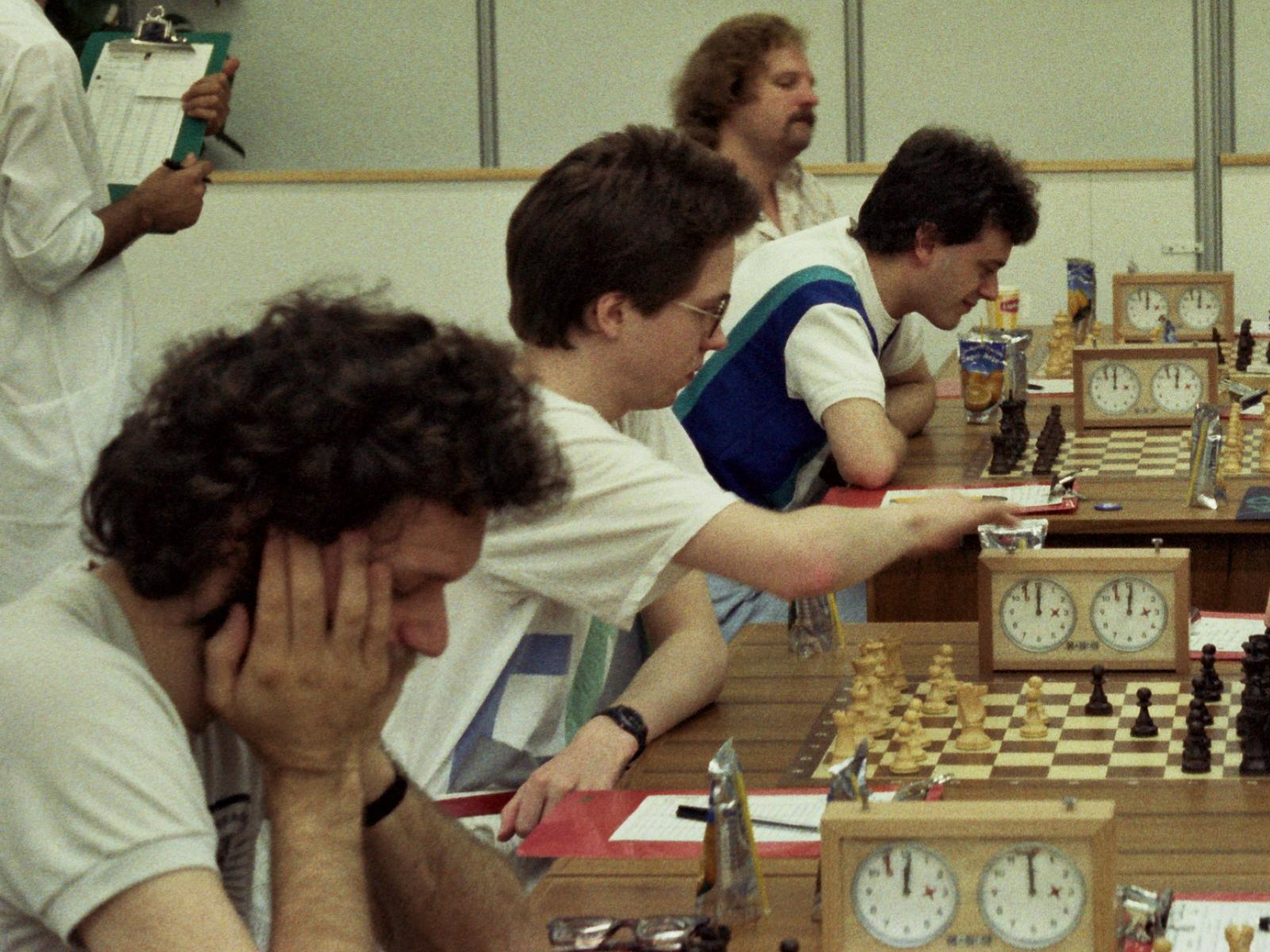
Jonathan Speelman, Nigel Short, John Nunn und Tony Miles bei der Schacholympiade 1986.

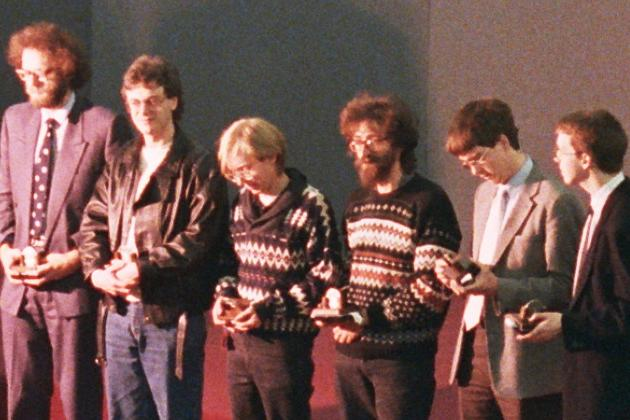
Jonathan Speelman, John Nunn, Murray Chandler, Jonathan Mestel, William Watson und Nigel Short gewannen 1988 die Silbermedaille bei der Schacholympiade in Thessaloniki.

John Nunn wurde 1975/1976 Jugendeuropameister und bekam 1978 den Großmeistertitel verliehen. 1980 wurde er Britischer Meister.
Seine stärkste Zeit hatte er in den 1980er und frühen 1990er Jahren, als er über lange Zeit zur erweiterten Weltspitze zählte. So gewann er ein Großmeisterturnier 1981 in Wiesbaden um den Söhnlein-Rheingold-Pokal vor Stefan Kindermann und István Csom. In den Jahren 1982, 1990 und 1991 gewann er jeweils das Traditionsturnier von Wijk aan Zee (Niederlande).
1986 wurde er Erster vor Nigel Short bei der Offenen Deutschen Einzelmeisterschaft in Krefeld.
2022 gewann er in Assisi die Seniorenweltmeisterschaft im Schach in der Altersklasse über 65 Jahren.

### Nationalmannschaft
John Nunn nahm in den Jahren 1976 bis 1994 an sämtlichen Schacholympiaden für England teil. In dieser Zeit gewann das englische Team zweimal die Bronze- und dreimal die Silbermedaille. Er selbst erhielt Gold für sein Einzelergebnis bei der Schacholympiade 1984 in Thessaloniki und 1988 eine Silbermedaille. 1984 erreichte er außerdem die beste Elo-Leistung aller Teilnehmer. Bei den Mannschaftseuropameisterschaften 1977, 1980, 1983, 1989 und 1992 gehörte Nunn zur englischen Mannschaft. 1980 und 1992 erreichte die Mannschaft den dritten Platz, 1980 gelang Nunn außerdem das beste Einzelergebnis am dritten Brett. Nunn nahm mit der englischen Auswahl an den Mannschaftsweltmeisterschaften 1985, 1989 und 1997 teil. Beim zweiten Wettkampf UdSSR gegen den Rest der Welt, der 1984 in London stattfand, gehörte Nunn zur Weltauswahl. Bei seinen drei Partien erreichte er je ein Remis gegen Michail Tal und Oleh Romanischin, eine zweite Partie gegen Tal verlor er.

### Vereinsschach
In der britischen Four Nations Chess League spielte Nunn von 1996 bis 1999 für die Invicta Knights Maidstone, in der Saison 1999/2000 für Index-IT, die durch den Zusammenschluss der Invicta Knights Maidstone mit Home House entstanden waren, und von 2000 bis 2002 für Beeson Gregory, die durch den Zusammenschluss von Index-IT mit The ADs entstanden waren. Er gewann den Wettbewerb 2001 und 2002.
In der deutschen Schachbundesliga spielte Nunn von 1983 bis 1988 und erneut in der Saison 1993/94 für den Hamburger SK, von 1988 bis 1992 für die Solinger SG 1868, in der Saison 1992/93 für den Münchener SC 1836, von 1994 bis 1997 für den PSV Duisburg und von 1999 bis 2003 für den Lübecker Schachverein von 1873, mit dem er 2001, 2002 und 2003 deutscher Mannschaftsmeister wurde.

## Partiebeispiel
|   | a | b | c | d | e | f | g | h |   |
| 8 |   |   |   |   |   |   |   |   | 8 |
| 7 |   |   |   |   |   |   |   |   | 7 |
| 6 |   |   |   |   |   |   |   |   | 6 |
| 5 |   |   |   |   |   |   |   |   | 5 |
| 4 |   |   |   |   |   |   |   |   | 4 |
| 3 |   |   |   |   |   |   |   |   | 3 |
| 2 |   |   |   |   |   |   |   |   | 2 |
| 1 |   |   |   |   |   |   |   |   | 1 |
|   | a | b | c | d | e | f | g | h |   |

Nunn bezeichnet seinen Sieg mit den schwarzen Steinen gegen Alexander Beliavsky aus der zweiten Runde von Wijk aan Zee 1985 als eine der besten Partien, die er je gespielt habe. Sie wurde von der Jury des Schachinformators zur besten Partie des ersten Halbjahres 1985 gewählt.
Beliavsky – Nunn 0:1
Wijk aan Zee, 19. Januar 1985
Königsindische Verteidigung (Sämisch-Variante), E81
1. d4 Sf6 2. c4 g6 3. Sc3 Lg7 4. e4 d6 5. f3 0–0 6. Le3 Sbd7 7. Dd2 c5 8. d5 Se5 9. h3 Sh5 10. Lf2 f5 11. exf5 Txf5 12. g4 Txf3 13. gxh5 Df8 14. Se4 Lh6 15. Dc2 Df4 16. Se2 Txf2 17. Sxf2 Sf3+ 18. Kd1 Dh4 19. Sd3 Lf5 20. Sec1 Sd2 21. hxg6 hxg6 22. Lg2 Sxc4 23. Df2 Se3+ 24. Ke2 Dc4 25. Lf3 Tf8 26. Tg1 Sc2 27. Kd1 Lxd3 Weiß gab auf 0:1

## Schachkomposition
Im Jahr 2004 gewann Nunn in Chalkidiki die 28. Weltmeisterschaft im Lösen von Schachproblemen und Studien. Gleichzeitig erfüllte er die letzte Norm für den Titel eines Großmeisters im Lösen von Schachkompositionen. Er wiederholte diesen Erfolg bei der 31. Löseweltmeisterschaft 2007 auf Rhodos und der 34. Löseweltmeisterschaft 2010 auf Kreta.
Er ist der dritte Mensch, dem sowohl ein Turnierschach-Großmeistertitel als auch ein Großmeistertitel im Lösen verliehen wurde. Vor ihm gelang dies seinem britischen Landsmann Jonathan Mestel und dem Israeli Ram Soffer.
|   | a | b | c | d | e | f | g | h |   |
| 8 |   |   |   |   |   |   |   |   | 8 |
| 7 |   |   |   |   |   |   |   |   | 7 |
| 6 |   |   |   |   |   |   |   |   | 6 |
| 5 |   |   |   |   |   |   |   |   | 5 |
| 4 |   |   |   |   |   |   |   |   | 4 |
| 3 |   |   |   |   |   |   |   |   | 3 |
| 2 |   |   |   |   |   |   |   |   | 2 |
| 1 |   |   |   |   |   |   |   |   | 1 |
|   | a | b | c | d | e | f | g | h |   |

Verführung:
Sofortiger Figurenfang
1. Kf6? b3 2. Kg7 b2 3. Kxh8 b1D 4. Kg7
führt zum Verlust. Es ergibt sich ein Endspiel Dame gegen Bauer auf der 7. Reihe, das bei einem Randbauern remis wäre, wenn Weiß nicht noch einen zusätzlichen Bauern hätte. 
Daher kann Schwarz nach 4. … Dg1+ 5. Kf7 Dd4 6. Kg8 Dg4+ 7. Kf7 Df5+ 8. Kg7 Dg5+ 9. Kf7 Dh6 10. Kg8 Dg6+ 11. Kh8 das Patt aufheben, z. B. mit Kc5 12. b6 Df7 13. b7 Df8 matt.
Deshalb ist zuerst der überflüssige weiße Bauer zu beseitigen, der durch seine Zugfähigkeit die Pattaufhebung ermöglicht.
Das geschieht durch Eindringen in das Quadrat des schwarzen Bauern mit der Drohung seiner Eroberung.
Lösung:
1. Kd4! Kxb5 nun die Rückkehr

2. Ke5! b3 und jetzt steht dem Hauptplan nichts mehr im Wege.

3. Kf6 b2

4. Kg7 b1D

5. Kxh8 mit theoretischem Remis, denn nun kann nach Erscheinen der schwarzen Dame auf g6 nicht mehr wie in der Verführung das Patt aufgehoben werden.

## Autor
Nunn ist ein produktiver Schachbuchautor. Er hat sich durch zahlreiche Publikationen beim Einsatz neuer Erkenntnisse der Endspieldatenbanken in der Endspieltheorie und in der Schachkomposition verdient gemacht.

## Privat
Nunn studierte ab 1970 an der Universität Oxford Mathematik und war mit nur 15 Jahren der jüngste „Undergraduate“, der in Oxford seit etwa 500 Jahren akzeptiert wurde. 1978 promovierte er in algebraischer Topologie, im gleichen Jahr, in dem er Großmeister wurde.
Seit Oktober 1995 ist Nunn mit der deutschen FIDE-Meisterin Petra Fink verheiratet, die vorher in der 2. Damenbundesliga spielte.

## Werke (Auswahl)
- Taktische Schachendspiele. Niedernhausen 1985, ISBN 3-8068-0752-3 (orig. Tactical chess endings).
- Solving in Style. George Allen and Unwin 1985 / Gambit 2002, ISBN 1-901983-66-8.
- Najdorf für Turnierspieler. Niedernhausen 1990, ISBN 3-8068-1121-0 (orig. The Najdorf for the tournament player).
- Secrets of Rook Endings. B. T. Batsford, London 1992, ISBN 0-7134-7164-6.
- Secrets of Pawnless Endings. B. T. Batsford, London 1994, ISBN 0-7134-7508-0.
- Secrets of Minor Piece Endings. B. T. Batsford, London 1995, ISBN 0-7134-7727-X.
- Secrets of Practical Chess. Gambit Publications, 1998, ISBN 1-901983-01-3 (deutscher Titel: Schachgeheimnisse).
- Geheimnisse des Großmeisterschachs. Hollfeld 2001, ISBN 3-88805-269-6 (orig. Secrets of Grandmaster Chess).
- Endgame challenge. Gambit Publications, 2002, ISBN 1-901983-83-8.
- Schach verstehen Zug um Zug. Gambit Publications, 2002, ISBN 1-901983-76-5 (orig. Understanding chess move by move).
- Einführung in die Schachtaktik. Gambit Publications, 2004, ISBN 1-904600-11-5 (orig. Learn chess tactics).
- Großmeisterschach Zug um Zug. Gambit Publications, 2006, ISBN 978-1-904600-51-0 (orig. Grandmaster chess move by move).
- Grandmaster secrets. Winning quickly at chess. Gambit Publications, 2007, ISBN 978-1-904600-89-3.
- Understanding chess endgames. Gambit Publications, 2009, ISBN 978-1-906454-11-1.
- Understanding Chess Middlegames, Gambit Publications, 2011, ISBN 1-906454-27-2.